# 古知野銀行
古知野銀行（こちのぎんこう）は、明治期から大正初期の私立銀行で、愛知県丹羽郡古知野町（現江南市）に本店があった。
1893年（明治26年）に、愛知県丹羽郡古知野町を本店に興益銀行（こうえきぎんこう）として設立。資本金は6万円（払込済1万5千円）。1896年（明治29年）古知野銀行に改称。1914年（大正3年）に名古屋銀行（東海銀行の前身の一つ）に営業譲渡後解散した。

## 沿革
- 1893年（明治26年）11月29日：興益銀行の名称で設立
- 1893年（明治26年）12月8日：開業
- 1896年（明治29年）4月9日：古知野銀行に改称
- 1914年（大正3年）4月20日：名古屋銀行に営業譲渡
- 1914年（大正3年）10月2日：解散

## 営業譲渡時の店舗等
- 本店

愛知県丹羽郡古知野町大字古知野114番戸
- 支店（4支店）

柏森、宮田、岩倉、犬山
- 資本金：50万円（払込済27万5千円）

- 頭取：石田養助